# Pope (Mississippi)
Pope è un comune (village) degli Stati Uniti d'America, situato nella contea di Panola, nello Stato del Mississippi.